# Borko Arsenić
Borko Arsenić, bosansko-hercegovski general, * 20. julij 1917, Johova, † 16. februar 1981, Beograd.

## Življenjepis
Pred drugo svetovno vojno je bil kmečki delavec. Oktobra 1941 je vstopil v NOVJ in KPJ. Med vojno je bil poveljnik 12. dalmacijske brigade in 39. partizanske divizije.
Po vojni je končal sovjetsko Pehotno častniško šolo in Višjo vojaško akademijo JLA. Upokojil se je leta 1963.
Umrl je leta 1981 in bil pokopan v Aleji narodnih herojev na beograjskem Novem pokopališču.

## Odlikovanja
- Red narodnega heroja
- red bratstva in enotnosti z zlatim vencem